# 丘奇科沃區

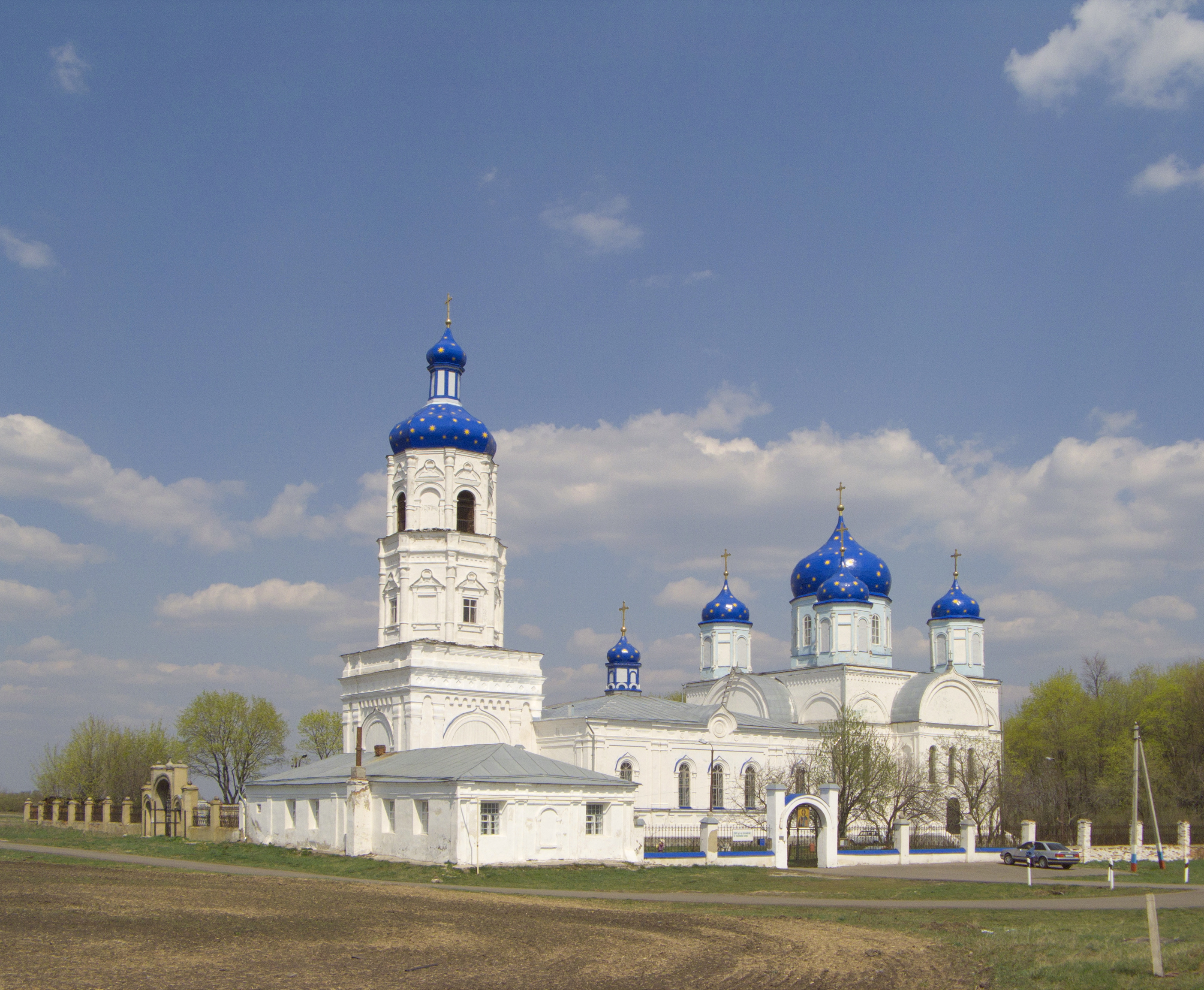

53°28′N 40°12′E / 53.467°N 40.200°E
丘奇科沃區（俄语：Чучковский район），是俄羅斯的一個區，位於該國西部，由梁贊州負責管轄，面積896平方公里，2010年該區人口8,700，人口密度每平方公里9.71人。